# Heinrich Brunner (Unternehmer)
Heinrich Brunner (* 15. November 1773 in Glarus; † 11. Juni 1857 ebenda) war ein Schweizer Unternehmer und liberaler Politiker.

## Leben
Heinrich Brunner wurde am 15. November 1773 als Sohn des Schlossers Kaspar Brunner in Glarus geboren. Zunächst erlernte er den Beruf des Zeugdruckers. Danach bildete er sich in Genf weiter.
Heinrich Brunner, der zweimal verheiratet war, verstarb am 11. Juni 1857 in Glarus. Er war der Vater von Jost Brunner.

## Unternehmerische Tätigkeit
Im Jahr 1822 erwarb er die von seinem Bruder Hans Peter gegründete Textildruckerei. Als kaufmännischer Leiter rekrutierte er fähige Koloristen und liess vor allem sogenannte Yaşmak-Stoffe, die zu Gesichtsschleiern weiterverarbeitet wurden, für den türkischen Markt produzieren. Seine Druckerei entwickelte sich ab den 1840er Jahren zu einer der grössten im Land. Als wohlhabender Glarner Unternehmer unterstützte er gemeinnützige Institutionen wie Armenanstalten, Schulen  und Ersparniskassen, 1855 stiftete er einen Stipendienfonds.

## Politische Tätigkeit
Brunner begann als Schreiber der Verwaltungskammer des helvetischen Kantons Linth und wurde ab 1803 Privatsekretär des Landammanns. Danach fungierte er als Glarner Landschreiber von 1808 bis 1825 sowie als Kriminalrichter von 1837 bis 1841.